# Budynek Radomskiej Izby Skarbowej w Radomiu
Budynek Radomskiej Izby Skarbowej w Radomiu – zabytkowy budynek znajdujący się w Radomiu, przy ulicy Żeromskiego 41.

## Historia i opis
W 1867 roku powołano Radomską Izbę Skarbową, która obejmowała swoim zasięgiem całą gubernię radomską. W latach 70. XIX w. urząd przeniesiono do wybudowanego w tym samym czasie obiektu przy ulicy Żeromskiego 41, od wschodu graniczącego z gmachem Banku Państwa. Izba zajmowała budynek do 1917 roku. Wtedy przekazano go Żeńskiej Szkole Handlowej, przeniesionej z gmachu Klubu Garnizonowego usytuowanego przy ulicy Słowackiego. W 1925 roku szkołę przemianowano na Gimnazjum im. Marii Konopnickiej, które zajmowało budynek do lat 60. XX wieku. Obecnie gmach jest siedzibą jednego z banków kredytowych. Budynek Radomskiej Izby Skarbowej jest eklektycznym, trzykondygnacyjnym, otynkowanym obiektem murowanym. Fasadę zdobi bogata sztukateria.

## Galeria

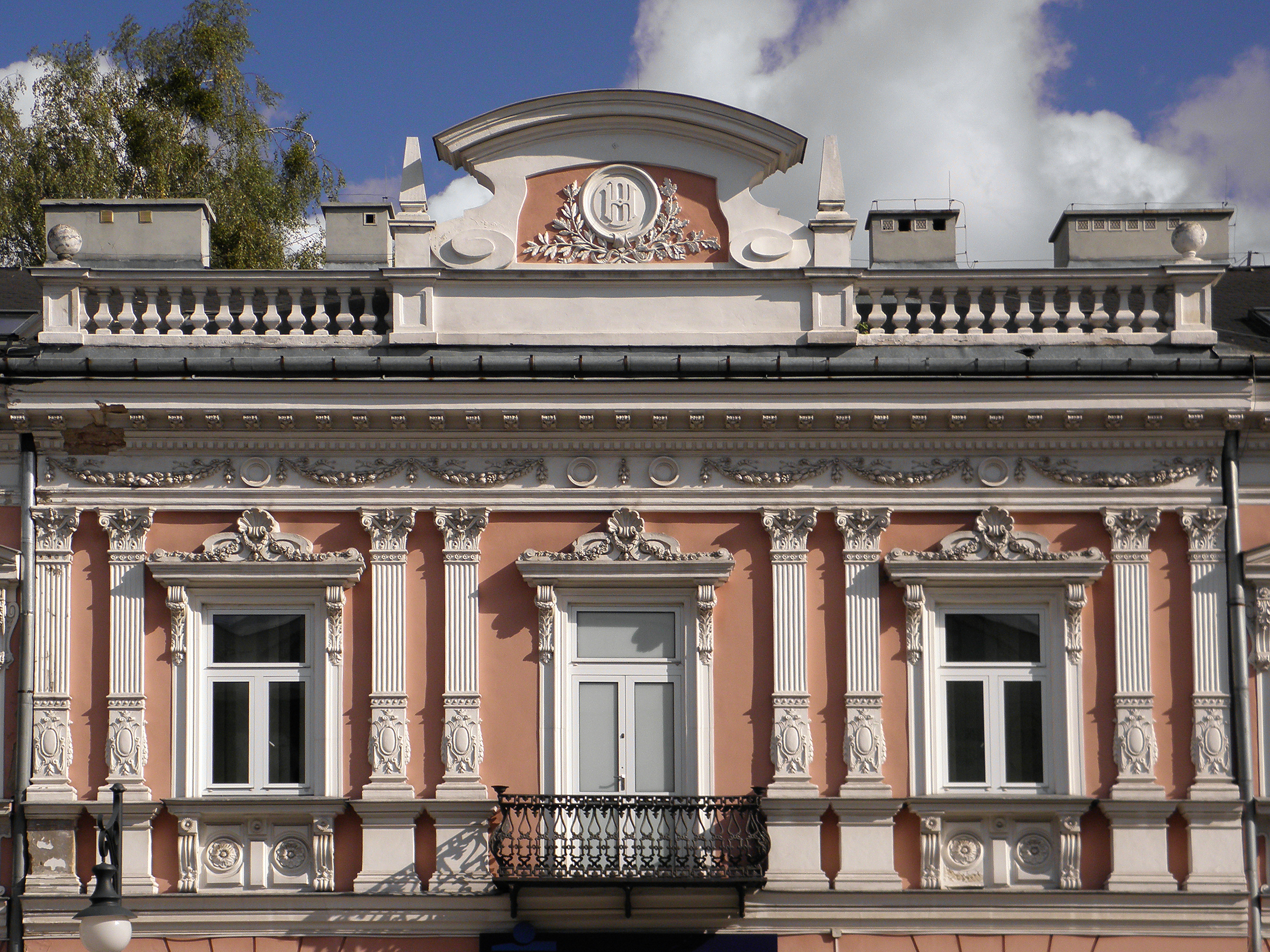
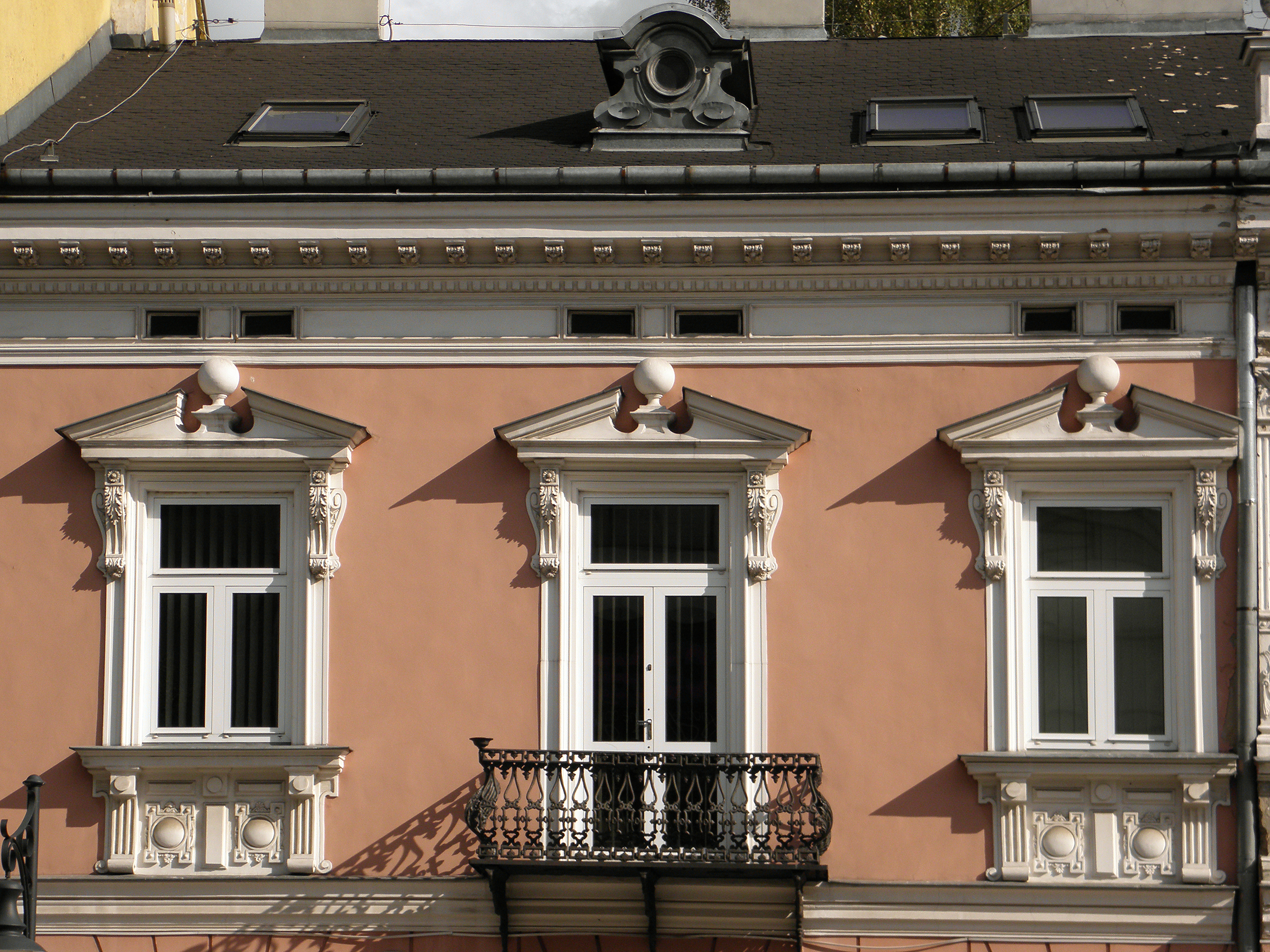
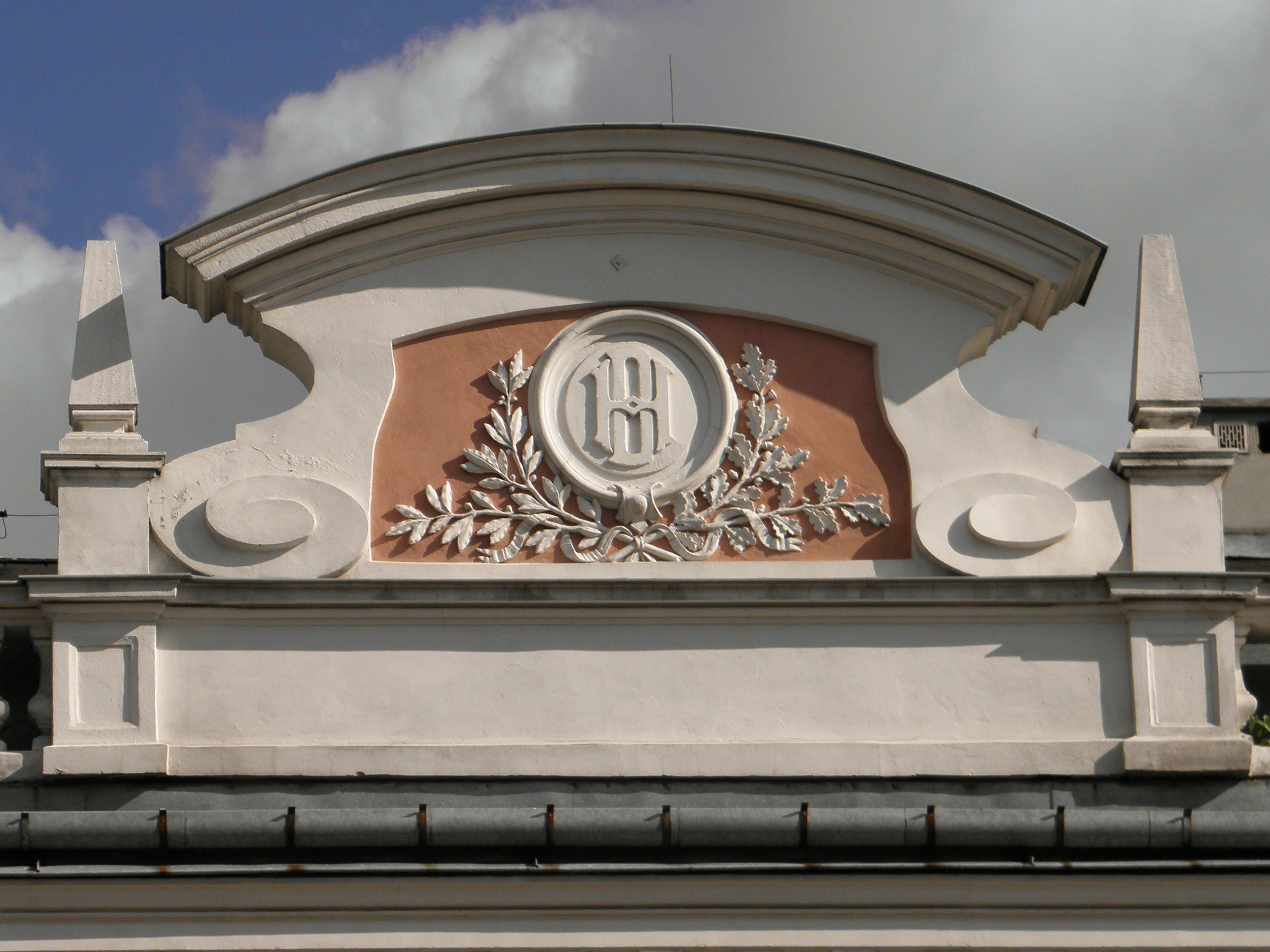